# PaX

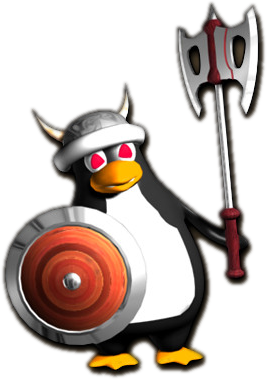
PaX tiene su propia versión de la mascota de Linux, Tux.

En seguridad informática, PaX es un parche del núcleo Linux que implementa protecciones del mínimo privilegio para las páginas de memoria. La aproximación del mínimo privilegio permite a los programas realizar lo que tienen que hacer de modo que sean capaces de ejecutarlo adecuadamente, y no poder realizar nada más. La primera versión de PaX fue publicada en el año 2000.
PaX marca los datos de memoria como no ejecutables, la memoria del programa como no escribible y organiza aleatoriamente la memoria del programa. Esto previene eficazmente muchos de los exploits, como algunos tipos de desbordamientos de buffers. Previene la ejecución de código directa, mientras que los ataques conocidos como return-to-libc (ret2libc) son más difícil de explotar, fiándose de la suerte del éxito, pero no previene de la sobrescritura de variables y punteros.
El equipo de PaX se encarga del mantenimiento de PaX, cuyo principal desarrollador es anónimo.